# Malcolm (Nebraska)
Malcolm je selo u američkoj saveznoj državi Nebraska. Prema popisu stanovništva iz 2010. u njemu je živjelo 382 stanovnika.